# NTF3
NTF3 (англ. Neurotrophin 3) – білок, який кодується однойменним геном, розташованим у людей на короткому плечі 12-ї хромосоми. Довжина поліпептидного ланцюга білка становить 257 амінокислот, а молекулярна маса — 29 355.
| 10         |  | 20         |  | 30         |  | 40         |  | 50         |
| ---------- |  | ---------- |  | ---------- |  | ---------- |  | ---------- |
| MSILFYVIFL |  | AYLRGIQGNN |  | MDQRSLPEDS |  | LNSLIIKLIQ |  | ADILKNKLSK |
| QMVDVKENYQ |  | STLPKAEAPR |  | EPERGGPAKS |  | AFQPVIAMDT |  | ELLRQQRRYN |
| SPRVLLSDST |  | PLEPPPLYLM |  | EDYVGSPVVA |  | NRTSRRKRYA |  | EHKSHRGEYS |
| VCDSESLWVT |  | DKSSAIDIRG |  | HQVTVLGEIK |  | TGNSPVKQYF |  | YETRCKEARP |
| VKNGCRGIDD |  | KHWNSQCKTS |  | QTYVRALTSE |  | NNKLVGWRWI |  | RIDTSCVCAL |
| SRKIGRT    |  |            |  |            |  |            |  |            |

A: Аланін

C: Цистеїн

D: Аспарагінова кислота

E: Глутамінова кислота

F: Фенілаланін

G: Гліцин

H: Гістидин

I: Ізолейцин

K: Лізин

L: Лейцин

M: Метіонін

N: Аспарагін

P: Пролін

Q: Глутамін

R: Аргінін

S: Серин

T: Треонін

V: Валін

W: Триптофан

Кодований геном білок за функцією належить до факторів росту. 
Задіяний у такому біологічному процесі, як альтернативний сплайсинг. 
Секретований назовні.